# آمبرین
آمبرین (انگلیسی: Ambrein)نوعی ترکیب شیمیایی است که در ساختار خود دارای سی عدد اتم کربن می باشد.